# Dawkinsia srilankensis
Dawkinsia srilankensis és una espècie de peix d'aigua dolça de la família dels ciprínids i de l'ordre dels cipriniformes. Poden assolir els 10 cm de longitud. Es troba a Sri Lanka.